# Filipijnen op de Olympische Winterspelen 1988
Tijdens de Olympische Winterspelen van 1988 die in Calgary, Canada werden gehouden namen de Filipijnen deel met 1 sporter. Er werden geen medailles gewonnen voor de Filipijnen.

## Deelnemers en resultaten

### Rodelen
| Olympiër       | Discipline | Resultaat | Prestatie                                              |
| -------------- | ---------- | --------- | ------------------------------------------------------ |
| Raymund Ocampo | mannen     | 35e       | 3.27,661 (+22,113) (54,703 / 51,617 / 51,926 / 49,415) |

Amerikaanse Maagdeneilanden · Andorra · Argentinië · Australië · België · Bolivia · Bondsrepubliek Duitsland · Bulgarije · Canada · Chili · China · Chinees Taipei · Costa Rica · Cyprus · Denemarken · Duitse Democratische Republiek · Fiji · Filipijnen · Finland · Frankrijk · Griekenland · Groot-Brittannië · Guam · Guatemala · Hongarije · IJsland · India · Italië · Jamaica · Japan · Joegoslavië · Libanon · Liechtenstein · Luxemburg · Marokko · Mexico · Monaco · Mongolië · Nederland · Nederlandse Antillen · Nieuw-Zeeland · Noord-Korea · Noorwegen · Oostenrijk · Polen · Portugal · Puerto Rico · Roemenië · San Marino · Sovjet-Unie · Spanje · Tsjecho-Slowakije · Turkije · Verenigde Staten · Zuid-Korea · Zweden · Zwitserland